# Valsella
Valsella is een geslacht van schimmels behorend tot de familie Valsaceae. Het geslacht werd voor het eerst in 1870 beschreven door de botanicus Karl Wilhelm Gottlieb Leopold Fuckel.

## Soorten
- Valsaria insitiva (Loofhoutbastvlekje)
- Valsella salicis (Wilgenbastvlekje)